# Petr Lála
Petr Lála (* 12. října 1942 – 2. září 2024) byl český astronom, jehož specializací bylo pozorování a dynamika umělých družic Země. Přes dvě desetiletí vykonával funkci vedoucího výzkumné a servisní sekce Úřadu OSN pro vesmírné záležitosti ve Vídni.

## Činnost
Astronomii začal studovat na Matematicko-fyzikální fakultě Univerzity Karlovy v Praze v roce 1959, ale zájem o ni projevoval již velmi brzy, když se ve svých 11 letech stal členem České astronomické společnosti.
Po studiích nastoupil do Astronomického ústavu Československé akademie věd na hvězdárně v Ondřejově, kde se právě vytvářela skupina pro pozorování a dynamiku umělých družic Země. Jeho nejvýznamnější práce se týkají odvození vlivu zemského albeda na pohyb umělých družic.
V české i světové vědecké komunitě je znám svými organizačními schopnostmi, což mu umožnilo stát se v roce 1989 zástupcem vedoucího Úřadu OSN pro vesmírné záležitosti v New Yorku. Po přestěhování tohoto úřadu do Vídně se stal vedoucím jeho výzkumné a servisní sekce.

### Publikace
Kromě vědeckých prací vydával každoroční přehledy úspěchů v kosmonautice, které jsou stále spolehlivým zdrojem informací o celosvětových pokrocích v tomto oboru. V letech 1968–1990 byl členům redakční rady věstníku České astronomické společnosti Kosmické rozhledy a po dlouhá desetiletí byl funkcionářem kosmonautické sekce této organizace.
Spolu s Antonínem Vítkem napsal v roce 1982 Malou encyklopedii kosmonautiky.

## Ocenění
- V roce 1992 byl zvolen čestným členem České astronomické společnosti.[4]
- Na jeho počest je pojmenována planetka (26973) Lála, kterou objevili Petr Pravec a Marek Wolf 29. září 1997 na hvězdárně v Ondřejově.